# Lutilhous
Lutilhous ist eine französische Gemeinde mit 214 Einwohnern (Stand 1. Januar 2022) im Département Hautes-Pyrénées in der Region Okzitanien (vor 2016: Midi-Pyrénées). Sie gehört zum Arrondissement Bagnères-de-Bigorre und zum Kanton La Vallée de l’Arros et des Baïses.
Die Einwohner werden Lutilhousains und Lutilhousainnes genannt.

## Geographie
Die Gemeinde Lutilhous liegt auf dem Plateau von Lannemezan, circa 16 Kilometer nordöstlich von Bagnères-de-Bigorre in der historischen Vizegrafschaft Nébouzan. Durch das Gemeindegebiet fließt der Bouès, die Baïse markiert die östliche Gemeindegrenze, im Westen verläuft der Bach Lène.
Umgeben wird Lutilhous von den sieben Nachbargemeinden:
| Caharet  | Bégole                                      | Houeydets |
| Péré     | Kompassrose, die auf Nachbargemeinden zeigt | Lagrange  |
| Mauvezin | Capvern                                     |           |

## Einwohnerentwicklung
Nach Beginn der Aufzeichnungen stieg die Einwohnerzahl bis zur zweiten Hälfte des 19. Jahrhunderts auf einen Höchststand von rund 335. In der Folgezeit sank die Größe der Gemeinde bei zwischenzeitlichen Erholungsphasen bis zu den 1980er Jahren auf rund 135 Einwohner, bevor eine Wachstumsphase einsetzte, die bis heute anhält.
| Jahr      | 1962 | 1968 | 1975 | 1982 | 1990 | 1999 | 2006 | 2011 | 2022 |
| --------- | ---- | ---- | ---- | ---- | ---- | ---- | ---- | ---- | ---- |
| Einwohner | 175  | 170  | 141  | 133  | 161  | 182  | 203  | 218  | 214  |

## Sehenswürdigkeiten
- Pfarrkirche Nativité-de-la-Sainte-Vierge (Mariä Geburt)

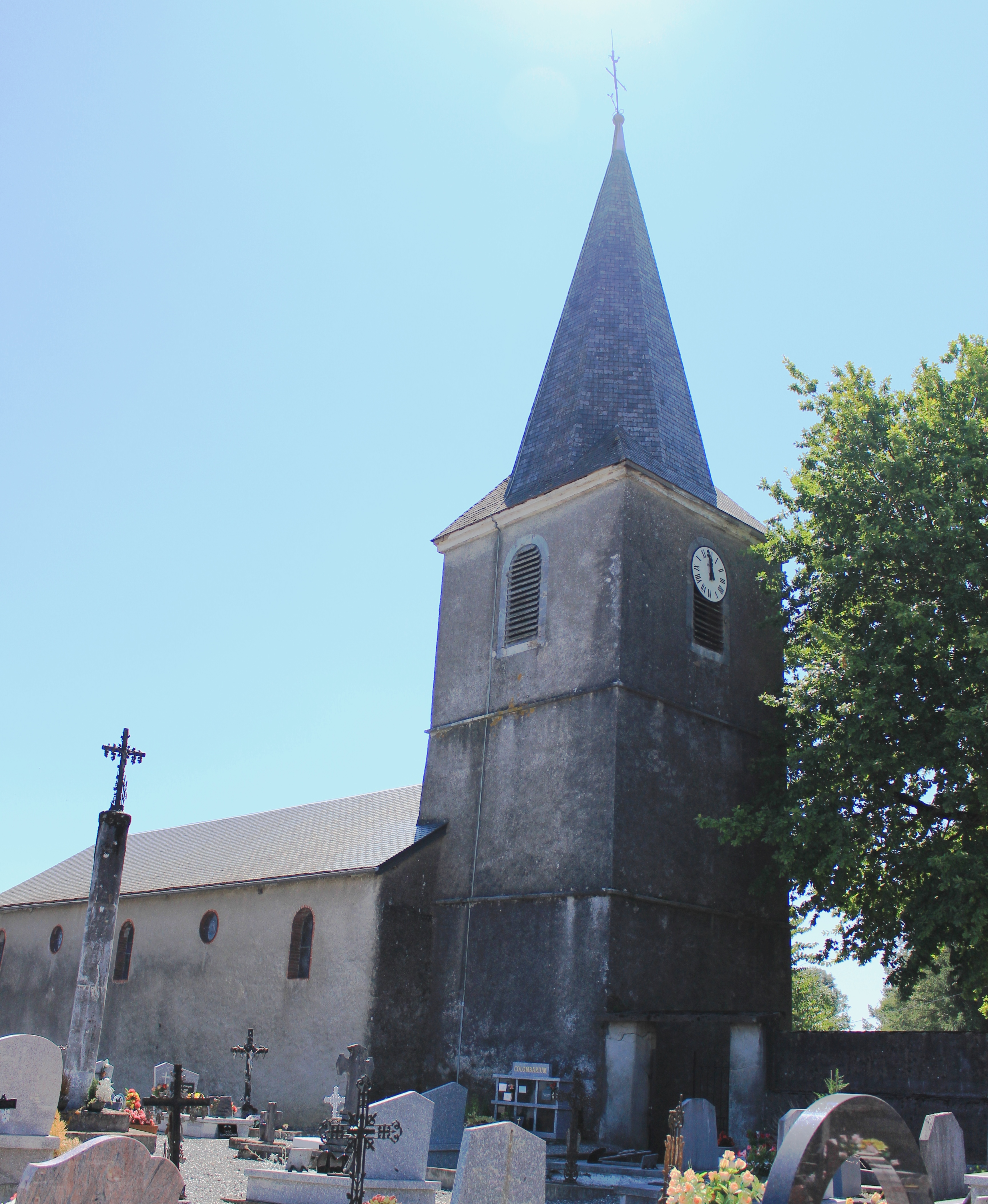
Pfarrkirche Nativité-de-la-Sainte-Vierge
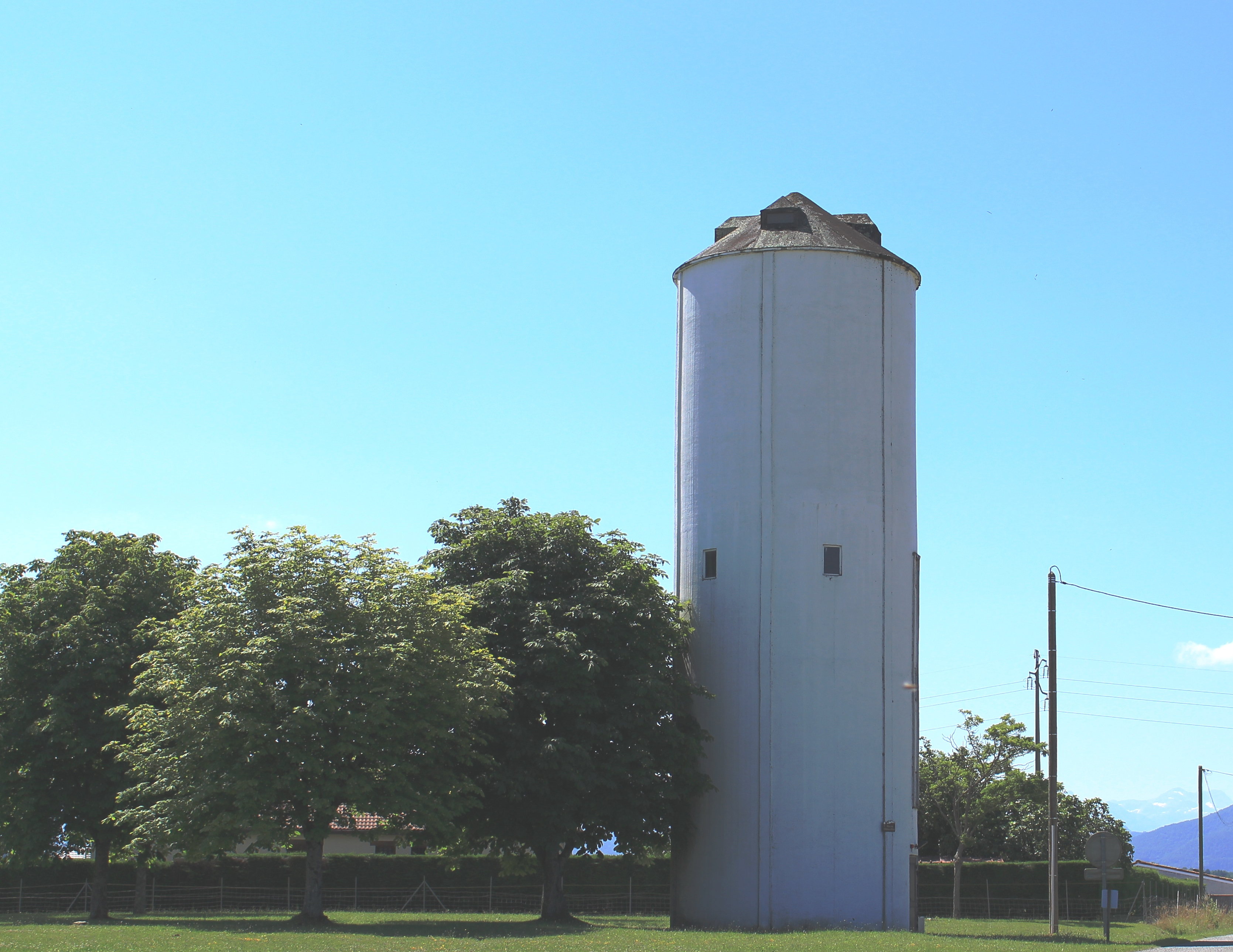
Wasserturm

## Wirtschaft und Infrastruktur
Lutilhous liegt in den Zonen AOC der Schweinerasse Porc noir de Bigorre und des Schinkens Jambon noir de Bigorre.

### Bildung
Die Gemeinde verfügt über eine Vorschule mit 16 Schülerinnen und Schülern im Schuljahr 2019/20.

### Verkehr
Lutilhous ist über die Routes départementales 11 und 41 erreichbar.
Die Autoroute A64, genannt La Pyrénéenne, streift das westliche Gemeindegebiet, allerdings ohne direkte Ausfahrt zum Ort. Die am nächsten gelegene Ausfahrt 15 ist circa fünf Kilometer entfernt und bedient die Nachbargemeinde Capvern.